# 遺伝学的スクリーニング
遺伝学的スクリーニング（いでんがくてきスクリーニング）とは、ある表現型にかかわる遺伝子を順遺伝学的方法と逆遺伝学的方法により発見することである。

## 順遺伝学
フォワードジェネティクスとも呼ばれ、従来からいわれてきた遺伝学的方法はほとんど順遺伝学のことである。
順遺伝学では、まずエチルメタンスルホン酸 (EMS) などの変異原を用いてゲノム上にランダムに遺伝的な変異を導入させる。その後、それらの処理によってランダムに変異を持った生物集団に対して特定の表現型を示す個体を単離し、その個体がどのような遺伝子に変異を持っているかを同定する。それにより、その表現型にかかわる遺伝子と特定する。
たとえばマウスをEMSで処理して、それぞれのマウスが異なる場所に遺伝的な変異をもったマウス集団を作成したとする。それらのマウス集団の中にもし行動に異常を示すマウスが存在すれば、その行動異常を起こすマウスがどこの遺伝子に変異を持つかを同定することで行動異常にかかわる遺伝子を発見できる。

## 逆遺伝学
近年のゲノムプロジェクトによりヒトやマウスには機能が未知である遺伝子が多数発見された。逆遺伝学では、これらの遺伝子がどのような役割を持つかを明らかにするために、まずあらかじめ研究者が決めておいた遺伝子だけに変異を導入する。その後、遺伝子が改変された個体の表現型を調べることで、その遺伝子の機能を明らかにする。